# Gijs Cales
Gijs Cales (Wouw, 3 juli 1977) is een Nederlandse voormalig voetballer die als aanvaller speelde.
Hij heeft in zijn carrière onder meer voor RBC Roosendaal, ADO Den Haag, VVV-Venlo, FC Den Bosch en AGOVV Apeldoorn gespeeld. Hij maakte zijn debuut in het Nederlandse betaalde voetbal op 18 november 1995 in de wedstrijd RBC-Eindhoven (0-0), toen hij na 76  minuten inviel voor Lloyd Kammeron.

## Statistieken
| seizoen | club            | land      | competitie     | duels | goals |
| ------- | --------------- | --------- | -------------- | ----- | ----- |
| 1995/96 | RBC             | Nederland | Eerste divisie | 9     | 2     |
| 1996/97 | RBC             | Nederland | Eerste divisie | 18    | 1     |
| 1997/98 | RBC             | Nederland | Eerste divisie | 10    | 0     |
| 1998/99 | RBC             | Nederland | Eerste divisie | 24    | 0     |
| 1999/00 | RBC Roosendaal  | Nederland | Eerste divisie | 28    | 5     |
| 2000/01 | RBC Roosendaal  | Nederland | Eredivisie     | 28    | 5     |
| 2001/02 | RBC Roosendaal  | Nederland | Eerste divisie | 26    | 4     |
| 2002/03 | ADO Den Haag    | Nederland | Eerste divisie | 33    | 7     |
| 2003/04 | ADO Den Haag    | Nederland | Eredivisie     | 14    | 2     |
| 2003/04 | VVV-Venlo       | Nederland | Eerste divisie | 15    | 3     |
| 2004/05 | FC Den Bosch    | Nederland | Eredivisie     | 14    | 1     |
| 2005/06 | FC Den Bosch    | Nederland | Eerste divisie | 32    | 3     |
| 2006/07 | FC Den Bosch    | Nederland | Eerste divisie | 7     | 0     |
| 2007/08 | AGOVV Apeldoorn | Nederland | Eerste divisie | 10    | 0     |
| 2008/09 | AGOVV Apeldoorn | Nederland | Eerste divisie | 3     | 0     |
| 2009/10 | Cluzona         | Nederland | Amateurs       | -     | -     |
| Totaal  |                 |           |                | 271   | 33    |